# Johannes Büchner
Johannes Büchner (* 11. April 1902 in Boppard; † 27. Juni 1973 in Düsseldorf) war ein deutscher Schriftsteller.

## Leben
Nach einem abgebrochenen Studium der Rechtswissenschaft an den Universitäten in Münster und Köln absolvierte Johannes Büchner an einer Pädagogischen Akademie eine Ausbildung zum Volksschullehrer. Ab 1926 wirkte Büchner als Lehrer in Düsseldorf, 1934 wechselte er nach Mönchen-Gladbach. Neben seiner pädagogischen Tätigkeit war er auch Theaterkritiker und Mitarbeiter der in Düsseldorf erscheinenden katholischen Wochenzeitung Junge Front (ab 1935: Michael) und verfasste literarische Werke. Nach dem Zweiten Weltkrieg war Büchner Lehrer an einer Volksschule im Mönchen-Gladbacher Stadtteil Pesch.
Seine Schrift Antwort der Ewigen. Eine Feier-Szene zum Tage des Heldengedenkens (Höfling, München 1937) wurde in der Sowjetischen Besatzungszone auf die Liste der auszusondernden Literatur gesetzt.
Johannes Büchners literarisches Werk besteht aus Romanen, Erzählungen, Gedichten und Theaterstücken, meist zu religiösen Themen.

## Schriften
- Der Morgen. Essen 1932.
- Eva-Maria. München 1934.
- Die Nacht der Leidenden. München 1934.
- Das Spiel von den klugen und törichten Jungfrauen. München 1934.
- Die Brücke. München 1935.
- Ernte. Frankfurt am Main 1935.
- Heilige Speisung. München 1935.
- Die heiligen Zeichen. München 1935.
- Das kleine Stundenspiel. Frankfurt am Main 1935.
- Michael. München 1935.
- Das Mädchen Lisa. München 1936.
- Nacht der Gnade. Frankfurt am Main 1936.
- Ründe dich, Ring ... Frankfurt am Main 1936.
- Antwort der Ewigen. München 1937.
- Aufschließt das Tor. München 1937.
- Die Berufung des Herzens. Salzburg u. a. 1939.
- Jan der Spieler. Salzburg u. a. 1940.
- Frau Barbara. Berlin 1943.
- Gesänge des Menschen. Düsseldorf 1946.
- Der Verächter. Düsseldorf 1946.
- Susann oder Das Notwendige. Wuppertal 1947.
- Die Verwandelten. Köln 1947.
- Schönweyde. Wuppertal 1948.
- Münster-Sonette. M.Gladbach 1949.
- Nacht. Basel u. a. 1953.
- Herbstsonne. Freiburg 1956.
- Auftrag der Stimme. Ratingen 1962.
- Die Monduhr. Essen 1965.